# Yuki Otsu
Yuki Otsu (Mito, 24. ožujka 1990.) japanski je nogometaš.

## Klupska karijera
Igrao je za Kashiwa Reysol, Borussia Mönchengladbach i VVV-Venlo.

## Reprezentativna karijera
Za japansku reprezentaciju igrao je 2013. godine. Odigrao je 2 utakmice.
S U-23 japanskom reprezentacijom Yuki Otsu je igrao na Olimpijskim igrama 2012.

## Statistika
| Japan  | Japan | Japan |
| Godina | Nast. | Gol.  |
| ------ | ----- | ----- |
| 2013.  | 2     | 0     |
| Ukupno | 2     | 0     |

## Vanjske poveznice
- National Football Teams
- Japan National Football Team Database